# Sadamichi Kajioka
Sadamichi Kajioka (梶岡 定道) (1891-1944) fue un militar perteneciente a la Armada Imperial Japonesa y comandante de la  Kaigun Tokubetsu Rikusentai (Operaciones especiales de la infantería de marina) durante la Segunda Guerra Mundial en el  Frente del Pacífico oriental.

## Biografía
Nativo de la prefectura de Ehime, Kajioka se graduó de la clase 39 de la Academia Naval Imperial Japonesa en 1911. Ocupó el sexto lugar entre 138 cadetes. Sirvió como guardiamarina en los cruceros:  Aso y Tokiwa , y después de ser comisionado como alférez , en el crucero ligero Akitsushima. 
Su formación fue como oficial de navegación, y después de su ascenso a teniente se desempeñó como jefe de navegación en los cruceros protegidos:  Kiso, Chikuma y Kasuga. 
Kajioka fue ascendido a teniente comandante en 1924 y fue asignado como jefe de navegación de los cruceros  Asama, Nachi y el acorazado Mutsu.
Kajioka recibió su primer mando de un buque de guerra el 1 de diciembre de 1935 cuando fue ascendido a capitán del crucero Nagara . 
Posteriormente comandó los cruceros exploradores Kyosuke y Kiso.
Kajioka fue ascendido a contraalmirante el 15 de noviembre de 1940 y nombrado comandante de las  Fuerzas de operaciones navales especiales de Japón. 

### Frente del Pacífico
En el mismo comienzo de la apertura de la  Guerra del Pacífico, el Alto mando japonés liderado por el almirante Shigeyoshi Inoue mal informado de las defensas de la isla Wake designó a Sadamichi Kajioka para liderar la fuerza de invasión a esa isla, que constaba de la 18.ª División de cruceros  con los cruceros de la  Tenryū , el crucero Tatsuta , el crucero ligero  Yubari (buque insignia); la   División 29.ª de destructores,   Hayate y  Oite ; la 30.ª División con los destructores Kisaragi, Mochizuki, Mutsuki y Yayoi ); y dos barcos transportes con la Fuerza Especial de Desembarco Naval de Maizuru n.º 2.
La isla Wake recibió el 8 de diciembre un bombardeo de ablandamiento por medio de 36 bombarderos medios Mitsubishi G3M "Nell", de la 24.ª Escuadrilla de Bombardeo, provenientes de bases en las islas Marshall, destruyendo parte de una de las dos pistas y 7 de los 12 cazas Grumman F4F Wildcat.
El 10 de diciembre de 1941, Sadamichi Kajioka demasiado confiado en que las defensas de la isla se habían reducido por el bombardeo aéreo, se acercó imprudentemente con sus buques para realizar un desembarco anfibio siendo recibido por las fuerzas defensivas estadounidenses lideradas por el mayor James P.S. Devereux causando numerosas bajas japonesas en la primera fase de la Batalla de la Isla Wake antes de verse obligados a retirarse. Los destructores  Hayate  y  Kisaragi fueron hundidos y  el crucero ligero Yubari fue alcanzado 11 veces por proyectiles de 127 mm disparados por los cañones de tierra de los defensores de la Marina quedando adportas de hundirse. También se perdieron dos transportes de tropas.
Ante la feroz defensa americana, las fuerzas de Kajioka tuvieron que retirarse dirigiéndose a Kwajalein, solicitando a su superior Shigeyoshi Inoue refuerzos.
El comandante en jefe de la Flota Combinada, Isoroku Yamamoto radió órdenes a la 1.ª Flota Aérea del vicealmirante Chūichi Nagumo que venía de regreso desde Pearl Harbor para desviar parte de sus fuerzas en apoyo de Kajioka. 
Nagumo destinó al almirante Hiroaki Abe con el mando de la 8.ª División de Cruceros y  la  2.ª División de Portaaviones del contraalmirante Tamon Yamaguchi, compuesta por el Hiryū y el Sōryū, para silenciar las defensas de la isla y apoyar un segundo intento de invasión. el 23 de diciembre Kajioka con un refuerzo de 1.500 efectivos de infantería logró esta vez el éxito y tomar la isla con un saldo total de bajas de 820 efectivos y 333 heridos; más 2 destructores hundidos, 2 barcos de transportes hundidos, 1 submarino hundido (no confirmado) y 7 u 8 bombarderos derribados. 
Sadamichi Kajioka no fue relevado de las Fuerzas especiales a pesar de su primer fracaso.
Seguidamente, Kajioka fue asignado para comandar la invasión de Lae , Nueva Guinea en marzo de 1942. Kajioka tomó parte de la  Batalla del Mar del Coral en mayo de 1942 como comandante de las fuerzas de invasión de Port Moresby. Sin embargo, la invasión fue cancelada antes de que pudieran desembarcar las tropas. 
A mediados de mayo de 1942, Kajioka no fue considerado para liderar las fuerzas de  invasión de la isla Midway, en su lugar, el almirante Nobutake Kondo estuvo a cargo de las fuerzas de desembarco.   
Kajioka fue relevado como comandante de las Fuerzas especiales, llamado a Japón y enviado a la reserva desde fines de 1942 hasta principios de 1944. 
Kajioka Fue reactivado a cargo de escoltas de convoyes y recibió el mando de la División n.º 6 de Escolta, el 8 de abril de 1944. 
Entre abril y mayo de 1944 estuvo al mando de la protección del convoy Take Ichi que sufrió grandes pérdidas mientras transportaba dos divisiones del Ejército desde China a Nueva Guinea.
Kajioka murió en acción el 12 de septiembre de 1944 cuando el destructor el  Shikinami como parte de la escolta del convoy HI-72 proveniente de Singapur hacía Japón fue torpedeado por el submarino USS Growler al este de Hainan. 
Fue ascendido póstumamente a vicealmirante.